# Television i Serbien
Television i Serbien introducerades 1958 i dåvarande Jugoslavien, och sköts numera till största delen av RTS. Enligt AGB Nielsen Research  2009 såg serberna i genomsnitt på TV fem timmar om dagen, högst medelsnitt i Europa.
Den här artikeln är helt eller delvis baserad på material från engelskspråkiga Wikipedia.

## Källoo